# Gary Frank
Gary Frank (Bristol, 1969) è un fumettista e disegnatore britannico, celebre per aver curato i disegni dei fumetti Midnight Nation e Supreme Power, entrambi scritti da J. Michael Straczynski.

## Biografia
Gary Frank ha iniziato la propria carriera nel 1991 collaborando per svariati anni con Cam Smith. Ha successivamente lavorato con l'autore Peter David in Hulk per la Marvel Comics e Supergirl per la DC Comics. Ha anche creato una propria serie a fumetti, Kin, pubblicata dalla Top Cow nel 2000.
Lo scrittore Geoff Johns, che in passato ha collaborato con Frank, ha dichiarato che l'interpretazione di Frank di Superman è stata la migliore della sua generazione, e che l'unico altro artista alla pari con Frank a questo riguardo è Curt Swan.
Gary Frank ha iniziato la sua carriera professionale nel 1991, illustrando copertine e racconti interni per pubblicazioni come Doctor Who Magazine e Toxic. Ciò ha portato ad un periodo di lavoro alla Marvel UK di Londra nel 1992 e, a seguire, alla Marvel Comics negli Stati Uniti per illustrare copertine de L'incredibile Hulk, questa collaborazione è proseguita fino al 1995.
Dalla metà degli anni ’90 in poi Frank  è impegnato in vari progetti prima per DC Comics con Supergirl (insieme allo scrittore Peter David) e a seguire per Image Comic.
Negli anni 2001 inizia una collaborazione con J. Michael Straczynski (l’autore televisivo e creatore di Babylon 5) per la serie Midnight Nation.
Nel 2002 Frank è in esclusiva con la Marvel e comincia a collaborare con lo scrittore Geoff Johns per la serie The Avengers, inchiostrata da Jon Sibal.
Dal 2003 al 2005 Frank ritrova Straczynski alla serie Supreme Power. Durante questo periodo Frank pubblica anche copertine per uno svariato numero di libri Marvel, come Silver Surfer. Wolverine / Punisher, L'incredibile Hulk, Amazing Spider-Man e numerosi altri.
Nel 2007 ritrova lo sceneggiatore Geoff Johns. Il team creativo produce Brainiac" e la miniserie Superman: Secret Origin che racconta la storia delle origini di Superman, dalla sua vita a Smallville al suo arrivo a Metropolis e al Daily Planet.
Nel 2012 Frank e Johns lavorano a Batman Earth One, il romanzo è il primo di una serie di graphic novel che ridefinisce il personaggio di Batman.
Il 2016 vede la partecipazione all'evento Rinascita che rivoluziona l'universo DC Comics e di cui Frank firma la copertina della prima edizione.